# Saint-Louis (Quebec)
Saint-Louis, también conocido como Saint-Louis-de-Bonsecours y Saint-Louis-de-Richelieu, es un municipio perteneciente a la provincia de Quebec en Canadá. Forma parte del municipio regional de condado de Les Maskoutains en la región de Montérégie-Est en Montérégie.

## Geografía
Saint-Louis se encuentra en la parte norte del MRC de Les Maskoutains, 30 km al norte de Saint-Hyacinthe. Está ubicado entre Saint-Aimé al norte, Saint-Marcel-de-Richelieu al este, Saint-Hugues al sureste, Saint-Jude al sur, Saint-Bernard-de-Michaudville al suroeste y Sainte-Victoire-de-Sorel al noroeste. Su superficie total es de 48,40 km², de los cuales 47,64 km² son tierra firme. Los ríos Yamaska y Salvail atraviesan el territorio. Los suelos bien irrigados son propicios a la agricultura.

## Historia
En Nueva Francia en 1702, el señorío de Bonsecours fue creado y concedido a François Charon. El desarrollo de la comunidad empezó en 1870 con el establecimiento de muchas familias. En 1874, 175 familias vivían en la localidad durante la institución canónica de la parroquia católica de Saint-Louis con partes de las parroquias de Sainte-Victoire, de Saint-Marcel, de Saint-Aimé, de Saint-Jude y de Saint-Hugues. El nombre de la parroquia, del santo patrón Luis IX de Francia, honra Louis-Zéphirin Moreau, obispo del diócesis de Saint-Hyacinthe. La localidad es conocida como Saint-Louis-de-Bonsecours del nombre de la oficina de correos, obierta en 1877 y, más tarde en 1953, como Saint-Louis-de-Richelieu. El municipio de parroquia de Saint-Louis fue instituido en 1881. Cambió su estatus para el de municipio el 11 de octubre de 2008.

## Política
Saint-Louis está incluso en el MRC de Les Maskoutains. El consejo municipal está compuesto por seis consejeros sin división territorial. El alcalde actual (2015) es Stéphane Bernier.
|            | 2005-2009                                                                                    | 2009-2013                                                                                     | 2013-2017                                                                                     |
| Alcalde    | Gaëtan Lavallée                                                                              | Doris Gosselin                                                                                | Stéphane Bernier                                                                              |
| Consejeros | Jean-Pierre Arpin Stéphane Bernier Yvon Daigle Claude Dalcourt Gérald Lavallée Hugo Robidoux | Jean-Pierre Arpin Stéphane Bernier Yvon Daigle Claude Dalcourt* Gérald Lavallée Hugo Robidoux | Jean-Pierre Arpin Céline Crête Yvon Daigle Claude Dalcourt Jean-Claude Drolet Gérald Lavallée |

* Consejero al inicio del termo pero no al fin.  ** Consejero al fin del termo pero no al inicio.
El municipio está ubicado en la circunscripción electoral de Richelieu a nivel provincial y de Saint-Hyacinthe—Bagot a nivel federal.

## Demografía
Según el censo de Canadá de 2011, contaba con 775 habitantes. La densidad de población estaba de 16,5 hab./km². Entre 2006 y 2011 hubo una adición de 49 habitantes (6,7 %). En 2011, el número total de inmuebles particulares era de 369, de los que 334 estaban ocupados por residentes habituales.
Evolución de la población total, 1991-2014

## Economía
La economía local es agrícola.